# Calambre Tour
Calambre Tour es la segunda gira mundial de conciertos de la cantante argentina Nathy Peluso en apoyo a su primer álbum de estudio Calambre. La gira comenzó el 30 de abril de 2021 en Barcelona, España.

## Antecedentes
Peluso anunció el comienzo de su gira a través de sus redes sociales. Su primer show de "Calambre Tour" fue en Barcelona, en el Palau de la Música, con una fecha agotado. En principio, el mismo se anunció sólo con 17 fechas en diferentes paradas y festivales en España, debito a las restricciones de los diferentes países por la pandemia del COVID-19. En junio del mismo año, la cantante anunció nuevas fechas para el país que se extienden hasta octubre del 2021.

## Fechas
| Fecha                    | Ciudad                     | País             | Lugar                                | Asistencia             |
| Europa - Etapa I         | Europa - Etapa I           | Europa - Etapa I | Europa - Etapa I                     | Europa - Etapa I       |
| ------------------------ | -------------------------- | ---------------- | ------------------------------------ | ---------------------- |
| 30 de abril de 2021      | Barcelona                  | España           | Palau de la Música                   | —                      |
| 28 de mayo de 2021       | Granada                    | España           | Cortijo del Conde                    | Festival               |
| 29 de mayo de 2021       | Sevilla                    | España           | Centro Andaluz de Arte Contemporáneo | Festival               |
| 11 de junio de 2021      | Madrid                     | España           | Real Jardín Botánico Alfonso XIII    | —                      |
| 12 de junio de 2021      | Madrid                     | España           | Real Jardín Botánico Alfonso XIII    | —                      |
| 30 de junio de 2021      | Barcelona                  | España           | Palacio Real de Pedralbes            | Festival               |
| 2 de julio de 2021       | Villanueva y Geltrú        | España           | Masia d'en Cabanyes                  | Festival               |
| 15 de julio de 2021      | Palma de Mallorca          | España           | Auditorium de Palma                  | —                      |
| 17 de julio de 2021      | Barcelona                  | España           | Palacio Real de Pedralbes            | Festival               |
| 4 de agosto de 2021      | Medellín                   | España           | Teatro Romano de Medellín            | Festival               |
| 7 de agosto de 2021      | Las Palmas de Gran Canaria | España           | Gran Canaria Arena                   | —                      |
| 12 de agosto de 2021     | Marbella                   | España           | Starlite Festival                    | Festival               |
| 14 de agosto de 2021     | San Fernando               | España           | Centro Comercial Bahía Sur           | —                      |
| 15 de agosto de 2021     | Úbeda                      | España           | Plaza de toros de Úbeda              | —                      |
| 19 de agosto de 2021     | Culleredo                  | España           | Xardín Botánico Ría do Burgo         | Festival               |
| 25 de agosto de 2021     | Huelva                     | España           | Plaza de Toros                       | —                      |
| 27 de agosto de 2021     | Valencia                   | España           | Auditorio Marina Sur                 | Festival               |
| 2 de septiembre de 2021  | Alicante                   | España           | Plaza de toros de Alicante           | —                      |
| 3 de septiembre de 2021  | Málaga                     | España           | Auditiorio Cortijo de Torres         | —                      |
| 11 de septiembre de 2021 | Santander                  | España           | Plaza de Toros                       | —                      |
| 17 de septiembre de 2021 | Toledo                     | España           | Plaza de Toros de Toledo             | —                      |
| 18 de septiembre de 2021 | Lugo                       | España           | Xardín do Pazo de Feiras e Congresos | —                      |
| 24 de septiembre de 2021 | Pamplona                   | España           | Navarra Arena                        | —                      |
| 25 de septiembre de 2021 | Bilbao                     | España           | Bilbao Arena                         | —                      |
| 8 de octubre de 2021     | Palma de Mallorca          | España           | Estadio de Son Moix                  | —                      |
| 10 de octubre de 2021    | Zaragoza                   | España           | Pabellón Príncipe Felipe             | —                      |
| 12 de octubre de 2021    | San Sebastián              | España           | Auditorio Kursaal                    | —                      |
| 16 de octubre de 2021    | Tarragona                  | España           | Tarraco Arena Plaza                  | —                      |
| America - Etapa II       |                            |                  |                                      |                        |
| 5 de noviembre de 2021   | Cancún                     | México           | Grand Oasis Cancún                   | —                      |
| 27 de noviembre de 2021  | Ciudad de México           | México           | Autódromo Hermanos Rodríguez         | —                      |
| Europa - Etapa III       |                            |                  |                                      |                        |
| 5 de enero de 2022       | Logroño                    | España           | Riojaforum                           | —                      |
| America - Etapa IV       |                            |                  |                                      |                        |
| 2 de abril de 2022       | Ciudad de México           | México           | Ceremonia                            | —                      |
| 17 de abril de 2022      | Indio                      | Estados Unidos   | Empire Polo Club                     | —                      |
| 21 de abril de 2022      | Los Ángeles                | Estados Unidos   | El Rey Theatre                       | —                      |
| 24 de abril de 2022      | Indio                      | Estados Unidos   | Empire Polo Club                     | —                      |
| 28 de abril de 2022      | Montevideo                 | Uruguay          | Antel Arena                          | —                      |
| 1 de mayo de 2022        | Buenos Aires               | Argentina        | Tecnópolis                           | —                      |
| 3 de mayo de 2022        | Rosario                    | Argentina        | Metropolitano                        | —                      |
| 5 de mayo de 2022        | Santiago                   | Chile            | Teatro Caupolicán                    | —                      |
| 7 de mayo de 2022        | Bogotá                     | Colombia         | Bime Bogota                          | —                      |
| Europa - Etapa V         |                            |                  |                                      |                        |
| 21 de mayo de 2022       | Sevilla                    | España           | Centro Andaluz de Arte Contemporáneo | —                      |
| 2 de junio de 2022       | París                      | Francia          | We Love Green                        | —                      |
| 16 de junio de 2022      | Barcelona                  | España           | Sonar                                | —                      |
| 17 de junio de 2022      | Barcelona                  | España           | Sonar                                | —                      |
| 18 de junio de 2022      | Santiago de Compostela     | España           | Son Do Camino                        | —                      |
| 26 de junio de 2022      | Bruselas                   | Bélgica          | Couleur Cafe                         | —                      |
| 1 de julio de 2022       | Gran Canaria               | España           | Ritmos del Mundo                     | —                      |
| 2 de julio de 2022       | Tenerife                   | España           | Ritmos del Mundo                     | —                      |
| 7 de julio de 2022       | Valencia                   | España           | Big Sound                            | —                      |
| 9 de julio de 2022       | Bilbao                     | España           | Kobeta Mendi                         | —                      |
| 10 de julio de 2022      | Madrid                     | España           | Valdebebas-IFEMA                     | —                      |
| 15 de julio de 2022      | Lisboa                     | Portugal         | Rock Bock                            | —                      |
| 17 de julio de 2022      | Benicàssim                 | España           | Recinto de Festivales                | —                      |
| 22 de julio de 2022      | Asturias                   | España           | Boombastic Asturias                  | —                      |
| 24 de julio de 2022      | Vigo                       | España           | Auditorio Do Castrellos              | —                      |
| 29 de julio de 2022      | Benidorm                   | España           | Estadio Guillermo Amor               | —                      |
| 30 de julio de 2022      | Cádiz                      | España           | Bahia Sound                          | —                      |
| 4 de agosto de 2022      | Huesca                     | España           | Pirineos Sur                         | —                      |
| 7 de agosto de 2022      | Cambrils                   | España           | Cambrils                             | —                      |
| 17 de agosto de 2022     | Sant Feliu de Guixols      | España           | Guixols Arena                        | —                      |
| 19 de agosto de 2022     | Almería                    | España           | Recinto Ferial                       | —                      |
| 3 de septiembre de 2022  | Málaga                     | España           | Cala Mijas                           | —                      |
| 18 de septiembre de 2022 | Londres                    | Reino Unido      | O2 Sheperd's Bush Empire             | —                      |
| America - Etapa VI       |                            |                  |                                      |                        |
| 17 de noviembre de 2022  | Buenos Aires               | Argentina        | Movistar Arena                       | 15 000 / 15 000 (100%) |
| 18 de noviembre de 2022  | Buenos Aires               | Argentina        | Movistar Arena                       | 15 000 / 15 000 (100%) |
| 20 de noviembre de 2022  | Santiago                   | Chile            | Movistar Arena                       | —                      |
| Europa - Etapa VII       |                            |                  |                                      |                        |
| 10 de diciembre de 2022  | Madrid                     | España           | WiZink Center                        | —                      |

### Cancelados o reprogramados
| Fecha                | Ciudad                 | País   | Recinto                              | Motivo                                                                                 |
| -------------------- | ---------------------- | ------ | ------------------------------------ | -------------------------------------------------------------------------------------- |
| Europa - Etapa I     |                        |        |                                      |                                                                                        |
| 10 de julio de 2021  | Tarifa                 | España | Estadio Municipal López Púa          | Cancelado por un brote de COVID-19 en la zona conjunta al recinto                      |
| 11 de julio de 2021  | Sevilla                | España | Centro Andaluz de Arte Contemporáneo | Cancelado por problemas técnicos en el lugar                                           |
| 23 de julio de 2021  | Cangas de Onis         | España | Riverland Festival                   | Reprogramado al 14 de julio de 2022 por la pandemia de COVID-19                        |
| 25 de julio de 2021  | Huelva                 | España | Plaza de Toros                       | Reprogramado al 25 de agosto por un brote de COVID-19 en el entorno técnico            |
| 27 de julio de 2021  | Murcia                 | España | Plaza de Toros de Murcia             | Reprogramado al 9 de agosto de 2021 por un brote de COVID-19 en el entorno técnico     |
| 29 de julio de 2021  | Alicante               | España | Plaza de toros de Alicante           | Reprogramado al 2 de septiembre de 2021 por un brote de COVID-19 en el entorno técnico |
| 30 de julio de 2021  | Benicasim              | España | Festival Internacional de Benicasim  | Cancelado por un brote de COVID-19 en el entorno técnico                               |
| 6 de agosto de 2021  | La Palma               | España | Campo de fútbol "El Paso"            | Cancelado por un brote de COVID-19 en la zona.                                         |
| 21 de agosto de 2021 | Gijón                  | España | Plaza de toros de El Bibio           | Cancelado por un brote de COVID-19 en la zona.                                         |
| 22 de agosto de 2021 | Valladolid             | España | Pinar de Antequera                   | Cancelado por un brote de COVID-19 en la zona.                                         |
| 1 de octubre de 2021 | Santa Cruz de la Palma | España | Campo de fútbol "El Paso"            | Erupción del volcán Cumbre Vieja                                                       |

## Repertorio
La siguiente lista de canciones corresponde a los conciertos realizados del 17 y 18 de noviembre del 2022 en Buenos Aires. No representa todos los espectáculos de la gira.
1. Celebre
2. Sana Sana
3. Buenos Aires
4. Puro Veneno
5. La Despedida
6. Sugga
7. Llamame
8. Ateo
9. Mafiosa
10. Arroro
11. Estas buenisimo
12. Viernes 3 AM
13. Nathy Peluso: Bzrp Music Sessions, Vol. 36 (Nasty Girl)
14. Agarrate
15. Delito
16. Business Woman
17. Emergencia
18. Corashe
19. Vivir así es morir de amor